# Jeppe Højbjerg
Jeppe Højbjerg (ur. 30 kwietnia 1995 w Esbjergu) – duński piłkarz grający na pozycji bramkarza. Olimpijczyk (2016).

## Życiorys
Jest wychowankiem Esbjerg fB. W czasach juniorskich trenował także w Sønderris SK. W 2013 został członkiem pierwszej drużyny Esbjergu. W 2015 był dwukrotnie wypożyczony do FC Fredericia. W Superligaen zadebiutował 28 lutego 2016 w przegranym 1:2 meczu z FC København. W sezonie 2016/2017 Esbjerg spadł z najwyższej ligi duńskiej, jednak powrócił do niej w 2018. W 2020 ponownie nie utrzymał się w Superligaen, a w 2022 zanotował spadek do 2. division. Również w 2022 Højbjerg opuścił ten zespół. 15 października 2022 podpisał kontrakt z Fremad Amager, który obowiązywał do końca roku. 29 września 2023 został ponownie zawodnikiem FC Fredericia, z którą również podpisał kontrakt do końca roku.
W 2016 wystąpił wraz z reprezentacją na igrzyskach olimpijskich w Rio de Janeiro, na których rozegrał cztery spotkania.